# Larbi Benbarek
Pour les articles homonymes, voir Ben M’barek.
Larbi Benbarek (en arabe : العربي بن مبارك, Lɛarbi ben-Bárək ; en tamazight : Lɛǎrbi u Mbárək ; variantes : Ben Barek, Ben M'barek), né le 16 juin 1914 à Casablanca au Maroc et mort le 16 septembre 1992 à Casablanca, est un footballeur marocain international.
Larbi Ben Barek est considéré comme le plus grand joueur du football français avant l’avènement de Kopa. Sa carrière est coupée par la Seconde Guerre mondiale, qu'il passe au Maroc. Il est le premier footballeur français de renommée mondiale, et dont le transfert dans un club étranger fait l’objet de tractations sur des bases élevées. Il représente en outre l’avènement des footballeurs d’Afrique du Nord dans le football français. Il est l’un des premiers joueurs que la France est allé chercher hors de ses frontières. Surnommé « la Perle noire », il est réputé en raison de sa technique et de son élégance balle au pied. Pelé déclare ainsi : « Si je suis le Roi du football, alors Ben Barek en est le Dieu ».
Ben Barek débute en première division marocaine à vingt ans avec l'US marocaine. Recruté par l'Olympique de Marseille en 1939, il termine vice-champion mais n'y passe qu'une saison à cause du conflit mondial. Il retourne jouer pour l'USM où il cumule les titres nationaux. À la sortie de la guerre, il intègre le Stade français et ses joueurs renommés, avec qui il accède immédiatement dans l'élite et retrouve l'équipe de France. Le club parisien le vend ensuite à l'Atlético Madrid où il conquiert les deux premiers titres de  champion de l'histoire du club. Fin 1953, il revient à Marseille où il perd en finale de la Coupe de France. Ben Barek met fin à sa carrière professionnelle en 1955 et traverse à nouveau la Méditerranée pour devenir entraîneur-joueur en Algérie, à l’USM Bal-Abbès. Puis il rentre au Maroc devenu indépendant et est appelé à diriger la sélection nationale aux Jeux Panarabes. Il entraîne ensuite quelques équipes à Rabat, Casablanca, Settat et Tanger, puis enseigne le football à Casablanca.
Bien que n'ayant pas de passeport français, Larbi Ben Barek est le meneur de jeu de l'équipe de France de l’immédiat après-guerre. Il joue à dix-sept reprises en Bleu, tous en amical et possède la carrière internationale la plus étalée dans le temps avec quinze ans et dix mois entre ses débuts et sa dernière cape.

## Biographie

### Enfance à Casablanca
La date de naissance officielle de Larbi Benbarek est le 16 juin 1917,. Mais il pourrait être né en réalité en 1914. Cette date aurait été modifiée pour lui permettre de jouer à l'US Marocaine. D'autres sources indiquent 1916 et 1913 comme année de naissance[réf. nécessaire]. En se référant au guide de présentation de la saison 1945-1946 de Ce Soir-Sprint, un journaliste commente : « Larbi Benbarek, né en 1917, un jour qu'il ignore ». Ainsi l'année, mais aussi le jour de naissance restent incertains.[réf. nécessaire]
Fils d’un ouvrier spécialisé dans la réparation des bateaux, il est très tôt orphelin. Son frère aîné Ali devient un véritable modèle après la disparition du père de la famille. Larbi Benbarek dispute dans ses premiers ballons à Casablanca, dans la rue du quartier de la Ferme-Blanche avec ses camarades de classe Abdallah Ben Fatah, Abdelkader Hamiri, Ben Mohamed Kadmiri et Marcel Cerdan. Sa mère et son frère aîné, Ali Ben Taïeb qui subvient aux besoins de la famille, refusent dans un premier temps qu'il joue au football. 
À l'âge de 14 ans, il exerce le métier de menuisier dans l’entreprise Avaros Canelle. C'est à cet âge-là qu'il commence à jouer avec Football Club El Ouatane, une équipe amateur de quartier, de 1930 à 1934. Il joue au poste d'inter mais on lui conseille de jouer ailier.

### Débuts au Maroc
En 1934, à 17 ans, Benbarek fait ses débuts au sein de l'équipe de l'Idéal Club de Casablanca, club de deuxième division marocaine. Lors de son premier match, Larbi affronte l'USM de Casablanca en amical, triple vainqueur du championnat d'Afrique du Nord, et marque deux fois. Larbi refuse les crampons et joue le match en savates. D’abord ailier devenu intérieur puis demi-centre, il aide ensuite activement l'Idéal à remonter au classement et à s'adjuger la 3e place en championnat 1934. L'année suivante, en coupe du Maroc, Larbi Benbarek et l'Idéal atteignent la finale, mais s'inclinent de justesse face au RC Marocain.  Le lendemain, le journal « Le Petit Marocain » ne tarit pas d’éloges sur Larbi Ben Barek. Il est alors sélectionné pour la première fois avec l'équipe du Maroc, qui affronte la équipe d'Oran mais reste remplaçant.
À l'été 1935, l'Union sportive marocaine le recrute en lui fournissant un travail de pompiste rémunéré vingt francs par jour. Mais le règlement impose à Larbi et son club de le faire jouer en équipe réserve la première année. Pour autant, ses performances lui permettent d'être de nouveau appelé en sélection marocaine pour défier une nouvelle fois Oran (défaite 0-1). Larbi débute véritablement avec l'USM en septembre 1936. Il attire vite l'attention des grands clubs de métropole. Un match amical Maroc-France B disputé en avril 1937 (victoire 4-2) lui vaut ses premiers articles élogieux dans la presse métropolitaine. L'Olympique de Marseille et son entraîneur hongrois József Eisenhoffer viennent alors à Casablanca s'attacher ses services mais les pourparlers n’aboutissent pas. 
En 1937-1938, l'USM remporte la Ligue du Maroc puis dispute le Championnat d'Afrique du Nord de l'ULNA. Après une victoire  aux dépens des Joyeusetés d’Oran (4-1) en demi-finale, le 12 juin 1938, il dispute la finale face au Jeunesse Bône AC, qui s'impose 3-1 après prolongation sur l'USM. 

### Marseille, début en Bleu et retour au Maroc
L'Olympique de Marseille s'attache ses services en juin 1938, après une première offre au début de l'été 1937, tandis que le Red Star est entré en contact avec le joueur. Larbi Benbarek débarque à Marseille le 28 juin 1938 incognito, descendant de la cale du bateau à seulement vingt ans. Positionné avant-centre par l'entraîneur hongrois József Eisenhoffer, il inscrit d'abord huit buts en amical face aux Anglais de Southend. Le 24 novembre, au Vélodrome, Larbi débute officiellement avec l'OM, face au Racing de Paris. Face à Gusti Jordan, demi-centre de l’équipe de France, il marque deux des cinq buts de son équipe (5-2). Les dirigeants du Racing veulent s’attacher ses services mais l'OM refuse l'offre. Larbi descend ensuite jouer au poste d'intérieur gauche aux côtés du Hongrois Kohut, alors qu’Aznar mène l’attaque. 
Après seulement trois mois de compétition, l'attaquant est convoqué par Gaston Barreau, le sélectionneur de l'équipe de France en réponse à la demande populaire. Bien que né en protectorat français, Ben Barek n’a pas de facto la nationalité française et n'aurait pas dû être autorisé à jouer par la FIFA, qui tient à ce que les joueurs internationaux aient au minimum un passeport du pays représenté. 
Larbi Benbarek débute avec les Bleus le 4 décembre 1938 à Naples,, lors d’une défaite (1-0) en terrain hostile, face au récent champion du monde italien. Benbarek est sifflé et insulté en raison de son teint de peau tout comme Raoul Diagne, d'origine sénégalaise. Pour sa première, l'attaquant entonne la Marseillaise à tue-tête et renonce aux chaussures à crampons, dont il n'avait pas l'habitude, pour se produire en savates. Cette réaction fut largement reprise par les médias, et il est alors totalement adopté par tous les supporteurs du club France, qui le connaissaient très peu jusque-là.[réf. nécessaire] Larbi Benbarek est considéré comme « le premier (joueurs maghrébins) à avoir percé à un aussi haut niveau », dans ces années 1930, où les premiers joueurs nord-africains arrivent sur les terrains d'Europe, ou encore la première grande star du football arabe et africain. Le 22 janvier 1939, le Casablancais enchaîne en Bleu, au Parc des Princes, face à la Pologne (4-0), impliqué sur trois des quatre buts,,. Il récidive face à la Hongrie avec son premier but international (2-2). Le quotidien l'Auto organise un appel aux lecteurs afin de lui trouver un surnom,. Le 8 février 1939, Benbarek devient la "perle noire",. Le 18 mai, il contribue au succès de la France sur la Belgique (3-1). 
Favori pour remporter le championnat, en juin, l’OM s’incline lors de l’ultime rencontre face à Strasbourg (0-1) et cède le titre au FC Sète. En une saison à l'OM, associé à Emmanuel Aznar, star de l'équipe, le Marocain inscrit douze buts. De retour à Marseille avant l’ouverture de la saison 1939-40,  Larbi joue quatre matches amicaux mais le championnat est annulé. Pas français, Larbi Benbarek n'est pas mobilisé en 1939, mais son ascension est stoppée nette par la Seconde Guerre mondiale.

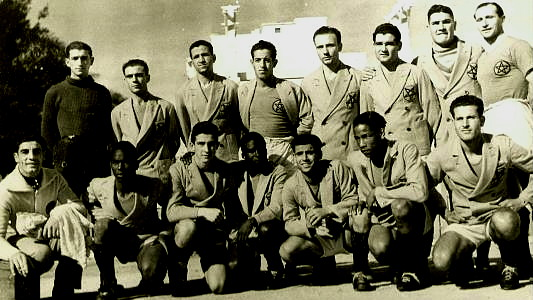
Benbarek et le Maroc en 1942.

Il trouve refuge à Casablanca et évolue alors de nouveau à l'US marocaine. Il a aussi une carrière de basket et est joueur officiel de l'équipe de basket-ball du Wydad AC, et signe en 1942 dans sa section football avec une licence « B ». Mais, ayant rencontré des problèmes avec son club mère à propos de son contrat, il retourne à l'USM Casablanca[réf. nécessaire]. Entraîné par Z. Sigmond, l'équipe gagne quatre championnats du Maroc de suite. En 1942, l'USM et Larbi remportent le Championnat d'Afrique du Nord de l'ULNA.
Lors du conflit européen, avec la sélection d'Afrique du Nord, il affronte la France exilée en 1943 à Casablanca. Benbarek égalise pour son équipe sur un centre de Marcel Cerdan, futur champion du monde de boxe (1-1),.

### Trois ans au Stade français
En mai 1945, tandis que le conflit mondial prend fin, Casablanca accueille un stage d’entraîneurs sous la direction notamment de Helenio Herrera. Herrera convainc Ben Barek de rejoindre le Stade Français dont le président met en place à Paris une équipe de vedettes. Le Marocain en constitue l'une des pièces maîtresses sous la conduite de l'entraîneur franco-argentin. Son transfert est alors estimé à un million de francs, un record à l'époque. Lors de son passage au Stade français, Larbi Benbarek vit dans un deux-pièces à Boulogne-Billancourt, en face des usines Renault.
L’étendue de son talent lui rouvre la porte des Bleus mais il n'y brille plus avec deux défaites fin 1945 en Autriche et Belgique. Au terme de la saison 1945-1946, où l'équipe bat les records de recette, elle obtient le droit d’accéder en première division. En avril et mai 1946, il dispute quatre matchs internationaux dont la première victoire française face à l’équipe professionnelle d’Angleterre (2-1).
En championnat de France 1946-47, les adversaires sont d'un niveau supérieur, les résultats en baisse et Ben Barek n'est plus appelé en équipe de France.
En 1948, Benbarek connaît quatre nouvelles capes en Bleu avec deux échecs face à l’Italie (1-3) et à la Belgique (2-4) et deux victoires contre à l’Écosse et la Tchécoslovaquie (4-0). Déçu par le classement moyen de son club, le président du Stade français décide à l’issue de la saison 1947-48 de récupérer sa mise. Il transfère Ben Barek pour huit millions de francs et le gardien Marcel Domingo à l’Atlético Madrid. 

### Titres avec l'Atlético Madrid
En 1949, l'Atlético de Madrid effectue une tournée à Paris puis Reims et repère Larbi Benbarek. Une cour assidue irrite la presse sportive hexagonale qui publie : « On peut vendre la tour Eiffel et l'Arc de triomphe, mais Ben Barek jamais ! ». Benbarek rejoint les Colchoneros pour un montant de transfert de 17 millions de francs de l'époque, ce qui représente le transfert le plus important en ce temps-là en Espagne,. Son départ en Espagne est mal vécu en France. À l’époque, une carrière à l’étranger est incompatible avec l’équipe de France car le club refuse de libérer les internationaux étrangers et la fédération est peu encline à payer les aller-retour.
A l’issue de la première saison, l’Atletico est quatrième derrière le FC Barcelone, le Valence CF et le Real Madrid CF. Il boucle ensuite en vainqueur le championnat 1949-50 et remporte un deuxième titre de champion d'Espagne consécutif (1951) et la Copa Eva Duarte de Perón (ancêtre de la Supercoupe d'Espagne) face au FC Barcelone (2-0).
Entre 1949 et 1953, il inscrit plus de soixante buts en 120 ou 122 matches. Avec ses coéquipiers Carlsson et Escudero, ils sont surnommée l'« attaque de cristal ». Larbi seul obtient un nouveau surnom que Perle noire : « le pied de dieu ». Larbi Benbarek demeure l'un des joueurs les plus emblématiques de l'Atletico Madrid, faisant régulièrement son apparition dans les XI de légendes des aficionados.

### Fin de carrière à l'OM et record en bleu
En décembre 1953, Benbarek revient à l'Olympique de Marseille et dispute la finale de la Coupe de France 1953-54 face à l'OGC Nice de Just Fontaine et s'incline 2-1.
Début octobre 1954, Larbi Benbarek prend part à un match de bienfaisance pour les victimes du tremblement de terre de Chlef (Algérie), au Parc des Princes entre la France et une sélection d'Afrique du Nord (victoire 2-3),. Sa prestation et son prestige sont tels, que le public réclame et obtient sa sélection chez les Bleus le 16 octobre 1954 à Hanovre face à l'Allemagne de l'Ouest à 37 ans. Malheureusement, Larbi Benbarek se blesse et sort sur blessure musculaire, après 27 minutes de jeu face aux Allemands. À 37 ans et 4 mois, il reste longtemps le joueur tricolore le plus âgé, avant d'être dépassé par Bernard Lama puis Steve Mandanda. Débutée le 4 décembre 1938 et achevée le 16 octobre 1954, sa carrière en équipe de France s’étale sur quinze ans et dix mois, un record encore fin 2022,,,. Benbarek fait partie des quatre seuls marocains à avoir joué en équipe de France de football, le seul à plus de sept reprises.
En juin 1955, il met un terme officiel à sa carrière de footballeur professionnel à 40 ans.

### Reconversion comme entraîneur et fin de vie
Larbi Benbarek signe à l'Union sportive musulmane Bel-Abbès, dans une Algérie lancée dans une guerre de libération, pour la saison 1955-1956 sous la direction de l'entraîneur Lacaze. Vice-champion d'Oranie, l'USMBA atteint la finale de la Coupe d'Afrique du Nord contre le Sporting Club de Bel-Abbès, champion d'Oranie match non joué à cause de l'arrêt des compétitions après les forfaits des trois clubs champions du Maroc, de Constantine et de la Tunisie. 
Après cela, il reçoit une demande du prince héritier Moulay El-Hassan pour revenir à son pays afin de mettre son expériences au service du football marocain. Il signe alors avec le FUS de Rabat en tant que joueur-entraîneur et, après une saison avec le club de la capitale, il met un terme officiel à sa carrière de footballeur professionnel à 41 ans, continuant donc sa carrière d'entraîneur.
En 1957, il est chargé de préparer l’équipe nationale du Maroc en vue des Jeux panarabes de Beyrouth. Le Maroc tient en échec l’Irak, bat la Libye et la Tunisie et s’adjuge la médaille d’or. Ben Barek est alors remercié par le Fédération royale marocaine de football (FRMF). 
En 1958, il accepte le poste d'entraîneur de l'USM Bel-Abbès pour une saison. 
Il est rappelé en 1960 pour une courte durée et rompt par la suite définitivement avec la FRMF.
Il joue ensuite comme amateur marron en Belgique, comme le confirme Michel Hidalgo dans le documentaire Des Noirs en couleurs diffusé sur Canal+ en juin 2008[réf. nécessaire].
Resté toute sa vie de nationalité marocaine, Larbi Ben Barek meurt le 16 septembre 1992 dans son appartement à Casablanca dans la solitude et l'indifférence. Son corps n'est découvert que trois jours après sa mort.

## Records et postérité
De lui lors de son voyage au Maroc en 1976, Pelé déclare : « Si je suis le roi du foot, il en est le dieu »,,.
Le 8 juin 1998 à Paris, la FIFA lui décerne, à titre posthume, la médaille de l’ordre du Mérite, et le roi Hassan II renomme le stade Philip en stade Larbi Benbarek en hommage.
Fin 2022, il détient toujours le record de longévité en équipe de France (quinze ans et dix mois),.
En décembre 2020, le président français Emmanuel Macron émet le souhait d’identifier des personnalités issues des Outre-Mer, des anciennes colonies ou de l’immigration, afin de les honorer à travers des noms de rues et de bâtiments publics dont Larbi Ben Barek.

## Style de jeu
Larbi Ben Barek évolue au poste d'attaquant puis d'inter, c'est-à-dire une sorte de milieu offensif moderne, et est décrit comme doté d’une technique « hors norme », vif et surpuissant ainsi que d'une endurance au dessus de la moyenne. Au Maroc, il évolue demi-aile ou demi-centre.
Pendant près de deux décennies, Ben Barek subjugue les foules par sa détente, son habileté de passe et ses dribbles. Son élégance, sa fluidité, son harmonie, son équilibre, mais aussi sens de l'esthétique et du spectacle le mettent en avant. On explique notamment son manque de reconnaissance au peu de médias et télévision à l'époque. Adversaire sur les terrains, Just Fontaine déclare dans les années 2010 : « Il était de la trempe de Pelé et de Di Stefano. Pelé reste pour moi le plus grand, mais il a été la première idole parce que la télé existait. Ce qui n'était pas le cas de Ben Barek, dont le génie n'a donc pas pu être connu, vu de tous. Et pourtant, autant à l'OM, qu'au Stade Français comme à l'Atlético de Madrid, il a inventé des gestes, des feintes que j'ai vu d'autres imiter plus tard. Il marquait, faisait marquer. Et c'était un remarquable athlète, aux abdos impressionnants ». Jean Molla commence sa carrière aux côtés de Benbarek à Marseille en 1955 et se rappelle « Quel talent. Il avait près de 40 ans, mais il demeurait au-dessus du lot, doté d'une technique hors du commun comparable à celle de Zidane ».

## Statistiques

### Par saison
| Saison                | Club                   | Championnat           | Championnat | Championnat | Coupe(s) nationale(s) | Coupe(s) nationale(s) | France | France | Total | Total |
| Saison                | Club                   | Division              | M.          | B.          | M.                    | B.                    | M.     | B.     | M.    | B.    |
| 1934-1935             | Idéal CM               | D2                    | -           | -           | -                     | -                     | -      | -      | 0     | 0     |
| 1935-1936             | US marocaine           | D1                    | 15          | 1           | -                     | -                     | -      | -      | 15    | 1     |
| 1936-1937             | US marocaine           | D1                    | 14          | 1           | -                     | -                     | -      | -      | 14    | 1     |
| 1937-1938             | US marocaine           | D1                    | 15          | 3           | -                     | -                     | -      | -      | 15    | 3     |
| 1938-1939             | Olympique de Marseille | D1                    | 30          | 10          | 2                     | 3                     | 4      | 1      | 36    | 14    |
| 1939-1940             | US marocaine           | D1                    | 21          | 19          | 1                     | 3                     | -      | -      | 22    | 22    |
| 1940-1941             | US marocaine           | D1                    | 21          | 21          | 1                     | 2                     | -      | -      | 22    | 23    |
| 1941-1942             | Wydad AC               | D1                    | -           | -           | 4                     | 2                     | -      | -      | 4     | 2     |
| 1942-1943             | US marocaine           | D1                    | 24          | 17          | 1                     | 2                     | -      | -      | 25    | 19    |
| 1943-1944             | US marocaine           | D1                    | -           | -           | 1                     | 3                     | -      | -      | 1     | 3     |
| 1944-1945             | US marocaine           | D1                    | -           | -           | 1                     | 0                     | -      | -      | 1     | 0     |
| 1945-1946             | Stade français         | D2                    | 27          | 11          | -                     | -                     | 6      | -      | 33    | 11    |
| 1946-1947             | Stade français         | D1                    | 29          | 12          | -                     | -                     | 1      | -      | 30    | 12    |
| 1947-1948             | Stade français         | D1                    | 31          | 20          | -                     | -                     | 5      | 2      | 36    | 22    |
| Sous-total            | Sous-total             | Sous-total            | 87          | 43          | -                     | -                     | 12     | 2      | 99    | 45    |
| 1948-1949             | Atlético de Madrid     | Liga                  | 18          | 6           | -                     | -                     | -      | -      | 18    | 6     |
| 1949-1950             | Atlético de Madrid     | Liga                  | 20          | 12          | 3                     | 3                     | -      | -      | 23    | 15    |
| 1950-1951             | Atlético de Madrid     | Liga                  | 22          | 14          | 3                     | -                     | -      | -      | 25    | 14    |
| 1951-1952             | Atlético de Madrid     | Liga                  | 21          | 11          | 1                     | -                     | -      | -      | 22    | 11    |
| 1952-1953             | Atlético de Madrid     | Liga                  | 23          | 10          | -                     | -                     | -      | -      | 23    | 10    |
| 1953-0000             | Atlético de Madrid     | Liga                  | 9           | 4           | -                     | -                     | -      | -      | 9     | 4     |
| Sous-total            | Sous-total             | Sous-total            | 113         | 57          | 7                     | 3                     | -      | -      | 120   | 60    |
| 0000-1954             | Olympique de Marseille | D1                    | 14          | 5           | 6                     | 5                     | -      | -      | 20    | 10    |
| 1954-1955             | Olympique de Marseille | D1                    | 17          | 8           | 1                     | -                     | 1      | -      | 19    | 8     |
| Sous-total            | Sous-total             | Sous-total            | 31          | 13          | 7                     | 5                     | 1      | 0      | 39    | 18    |
| 1955-1956             | USM Bel-Abbès          | Ligue d'Oran          | 37          | 17          | -                     | -                     | -      | -      | 37    | 17    |
| 1956-1957             | FUS de Rabat           | D1                    | 39          | 19          | -                     | -                     | -      | -      | 39    | 19    |
| 1957-1958             | FUS de Rabat           | D1                    | -           | -           | -                     | -                     | -      | -      | 0     | 0     |
| Total sur la carrière | Total sur la carrière  | Total sur la carrière | 339         | 159         | 18                    | 13                    | 17     | 3      | 374   | 175   |

### Liste des sélections internationales
Durant ses 17 sélections, toutes des matchs amicaux, Larbi Benbarek est toujours titulaire. Il connaît dix succès pour un mach nul et six défaites, dont trois lors de ces cinq premières capes. Benbarek dispute toujours l'intégralité des rencontres à l'exception de la dernière où il sort sur blessure avant la demi-heure de jeu.
Le joueur de l’OM et du Stade Français joue quatre matchs consécutifs en 1938-1939, manque les sept suivants, dispute douze sur seize rencontres entre 1945 et 1948, part faire carrière à l’Atlético Madrid et ne revient que six ans après, en novembre 1954 pour un dernier match.
| #  | Date             | Lieu      | Domicile             | Extérieur       | Résultats | But         |
| -- | ---------------- | --------- | -------------------- | --------------- | --------- | ----------- |
| 17 | 16 octobre 1954  | Hanovre   | Allemagne de l'Ouest | France          | 1-3       |             |
| 16 | 12 juin 1948     | Prague    | Tchécoslovaquie      | France          | 0-4       |             |
| 15 | 6 juin 1948      | Bruxelles | Belgique             | France          | 4-2       | But inscrit |
| 14 | 23 mai 1948      | Colombes  | France               | Écosse          | 3-0       |             |
| 13 | 4 avril 1948     | Colombes  | France               | Italie          | 1-3       |             |
| 12 | 23 novembre 1947 | Lisbonne  | Portugal             | France          | 2-4       | But inscrit |
| 11 | 23 mars 1947     | Colombes  | France               | Portugal        | 1-0       |             |
| 10 | 19 mai 1946      | Colombes  | France               | Angleterre      | 2-1       |             |
| 9  | 5 mai 1946       | Colombes  | France               | Autriche        | 3-1       |             |
| 8  | 14 avril 1946    | Lisbonne  | Portugal             | France          | 2-1       |             |
| 7  | 7 avril 1946     | Colombes  | France               | Tchécoslovaquie | 3-0       |             |
| 6  | 15 décembre 1945 | Bruxelles | Belgique             | France          | 2-1       |             |
| 5  | 6 décembre 1945  | Vienne    | Autriche             | France          | 4-1       |             |
| 4  | 18 mai 1939      | Bruxelles | Belgique             | France          | 1-3       |             |
| 3  | 16 mars 1939     | Paris     | France               | Hongrie         | 2-2       | But inscrit |
| 2  | 22 janvier 1939  | Paris     | France               | Pologne         | 4-0       |             |
| 1  | 4 décembre 1938  | Naples    | Italie               | France          | 1-0       |             |

## Palmarès

### Joueur
Avec l'Union sportive marocaine, Larbi Benbarek remporte le Championnat du Maroc à cinq reprises (1938, 1940, 1941, 1942, 1943) et réalise le doublé coupe-championnat en 1942.
Avec l'Atlético de Madrid, il est champion d'Espagne en 1950 et 1951 puis aussi vainqueur de la Copa Eva Duarte de Perón (ancêtre de la Supercoupe d'Espagne) la seconde année.
 Union sportive marocaine
- Division Honneur
  - Champion en 1938, 1940, 1941, 1942 et 1943
  - Vice-champion en 1936
- Supercoupe du Maroc
  - Vainqueur en 1934, 1935, 1936, 1938, 1939, 1941, 1942 et 1943
- Coupe du Maroc
  - Vainqueur en 1936, 1941 et 1944
- Champion de la Ligue du Chaouia en 1940, 1941, 1942 et 1943
- Vainqueur de la Coupe de Casablanca en 1937, 1940, 1941 et 1942
- Vainqueur de la Coupe d'Ouverture de la Saison en 1944
- Vainqueur de la Coupe d'Élite du Maroc en 1942 et 1943
- Ligue des champions de l'ULNAF
  - Champion en 1942
  - Vice-champion en 1938
- Vainqueur de la Supercoupe de l'ULNAF en 1942
- Finaliste de la Coupe des vainqueurs de l'ULNAF en 1935

 Olympique de Marseille
- Vice-champion de la Division 1 en 1939
- Finaliste de la Coupe de France en 1954

 Atlético de Madrid
- Champion de la Liga en 1950 et 1951
- Vainqueur de la Supercoupe d'Espagne en 1951

 Maroc (LMFA)
- Inter-ligues Maroc-Oranie
  - Champion en 1936

### Entraîneur
Union Sportive Madinet Bel-Abbès
- Vice-champion du Championnat d'Oranie en 1956
- Finaliste de la Coupe des vainqueurs de l'ULNAF en 1956 (finale non jouée)

 Fath Union Sports
- Vainqueur de la Coupe d'Élite du Maroc en 1956

 Association Sportive des FAR
- Vainqueur de la Supercoupe du Maroc en 1959
- Vice-champion de la Botola Pro1 en 1960

 Renaissance Sportive de Settat
- Champion de la Botola Pro1 en 1971
- Vainqueur de la Coupe du Maroc en 1969
- Vainqueur de la Coupe des coupes de l'UMF en 1970
- Vainqueur de la Supercoupe du Maroc en 1971
- Finaliste de la Supercoupe du Maroc en 1969
- Finaliste de la Coupe du Maroc en 1970

### Distinctions individuelles
- Décoré : Ordre du Ouissam alaouite par S.M Sultan Sidi Mohammed en 1956
- Reçoit l'Ordre du Mérite de FIFA en 1998
- IFFHS Équipe de rêve masculine de tous les temps du Maroc[25].